# Reitingerův mlýn
Reitingerův mlýn ve Strýčicích u Radošovic v okrese České Budějovice je vodní mlýn, který stojí na Babickém potoce. Je chráněn jako nemovitá kulturní památka České republiky.

## Historie
Mlýn je ve Strýčicích doložen již ve 14. století. Je zakreslen na mapě Císařských povinných otisků z roku 1827. Po tři staletí patřil rodině Reitingerů, například v roce 1827 je uváděn jako vlastník Georg Reitinger.
Mlýn měl původně 1 české složení. Roku 1870 bylo zřízeno druhé složení s možností pohonu mlátičky umístěné ve dvoře. V roce 1872 bylo vystavěno jihovýchodní křídlo stájí s výměnkem, v roce 1888 severovýchodní křídlo se stodolou a kolnou. V roce 1889 byla budova s obytnou částí a mlýnicí zvýšena o patro a po roce 1890 byla instalována další mlýnská zařízení - stolice a výtah ke druhému složení.
V roce 1904 bylo nahrazeno původní dřevěné obložení mlýnského náhonu kamenem a o rok později došlo k velké přestavbě celého pohonného systému na benzín. Roku 1911 nahradila spirální Francisova turbína vodní kolo.
Roku 1930 byl do mlýna zaveden elektrický proud a osazen elektromotor. O pět let později byla k zařízení mlýnice přidána loupačka. V roce 1940 došlo k další rekonstrukci mlýnského zařízení - bylo zrušeno české složení, postavena druhá stolice a výtahy. V roce 1947 prošel celkovou rekonstrukcí a modernizací celého zařízení včetně dřevěných podlah. Byl při tom zničen na trámu vytesaný letopočet 1842, rok výstavby budovy.
V roce 1951 byl zestátněn, mlel ale až do roku 1976.

## Popis
Mlýn je funkční, jeho turbína pohání malou vodní elektrárnu. Odtokový kanál za turbínovým domkem až k objektu stodoly je od roku 1990 zatrubněn, vtéká otvorem pod stodolu a za ní pokračuje opět kratším zatrubněným úsekem do přírodního toku potoka.
Voda na vodní kolo vedla 100 metrů dlouhým náhonem z rybníka. Dochovala se spirální Francisova turbína od výrobce J. C. Bernard, Karlínská továrna na stroje, Praha z roku 1911.